# Кьокава Маі
Кьокава Маі (яп. 京川 舞; нар. 28 грудня 1993) — японська футболістка. Вона грала за збірну Японії.

## Клубна кар'єра
У 2012 році дебютувала в «МЛАК Кобе Леонесса».

## Кар'єра в збірній
У червні 2012 року, її викликали до національної збірної Японії на Algarve Cup. На цьому турнірі, 29 лютого, вона дебютувала в збірній у поєдинку проти Норвегії. З 2012 по 2015 рік зіграла 5 матчів в національній збірній.

## Статистика виступів
| Збірна Японії | Збірна Японії | Збірна Японії |
| Рік           | Матчі         | Голи          |
| ------------- | ------------- | ------------- |
| 2012          | 2             | 0             |
| 2013          | 0             | 0             |
| 2014          | 0             | 0             |
| 2015          | 3             | 0             |
| Загалом       | 5             | 0             |